# Stryphnodendron pulcherrimum
Stryphnodendron pulcherrimum là một loài thực vật có hoa trong họ Đậu. Loài này được (Willd.) Hochr. miêu tả khoa học đầu tiên.